# 1036 w polityce
Wydarzenia polityczne w 1036 roku.

## Wydarzenia
- Cesarz Go-Suzaku wstępuje na tron Japonii[1].

## Zmarli
- Swen Knutsson, syn króla Anglii Knuta Wielkiego.